# موريس بيرمان
موريس بيرمان (بالإنجليزية: Morris Berman)‏ هو مؤرخ أمريكي، ولد في 3 أغسطس 1944 في روتشستر في الولايات المتحدة.